# Lo Calvari (Torre-serona)
Lo Calvari és una obra medieval de Torre-serona (Segrià) inclosa a l'Inventari del Patrimoni Arquitectònic de Catalunya.

## Descripció
Restes arqueològiques situades a 300 metres del centre històric de Torreserona i sobre un tossal allargassat. Són restes d'una construcció relacionada amb l'explotació del vi, cultiu exterminat per la fil·loxera del segle xviii. Són un conjunt de sitges excavades a la roca i basament d'una creu de terme que fou traslladada dins el poble.